# Musculus aryepiglotticus

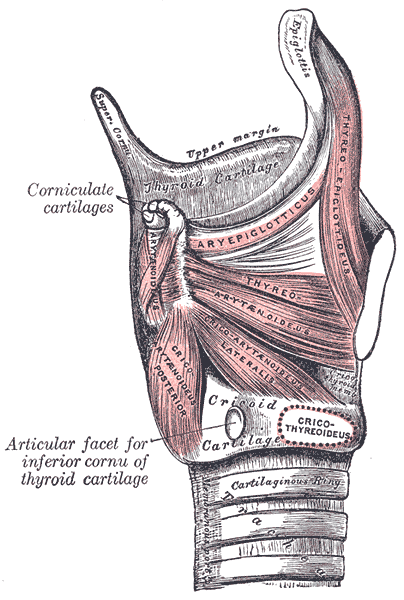
A gége izmai (a legfelső ives izom

A musculus aryepiglotticus egy apró izom az ember gégéjénél.

## Eredés, tapadás, elhelyezkedés
A kannaporc (cartilagines arytenoidea) csúcsáról ered. A gégefedő (epiglotticus) külső két oldalán fut végig és ezen tapad.

## Funkció
Segíti zárni a gégét hangképzés közben.

## Beidegzés
A nervus laryngeus recurrens idegzi be. 

## Külső hivatkozások
- Fül-orr-gége
- Kép, leírás
- Leírás